# GeForce 3-serie
De GeForce3 (codenaam NV20) was NVIDIA's derde-generatie GeForce chips. De reeks omvatte drie grafische gerelateerde chips—de GeForce 3, de GeForce 3 Ti500 en de GeForce 3 Ti200. De hiervan afgeleide NV2A werd gebruikt in de Microsoft Xbox en de professionele versie van de GeForce 3 was de Quadro DCC.

## Specificaties
| Naam Kaart       | Kern Kloksnelheid | Geheugen Kloksnelheid | Bandbreedte | Pixel Pipelines | Bus Type | Bus Breedte | Geheugen Grootte |
| ---------------- | ----------------- | --------------------- | ----------- | --------------- | -------- | ----------- | ---------------- |
| GeForce 3 Ti 200 | 175 MHz           | 200 MHz               | 6,4 GB/s    | 4               | DDR      | 128 Bit     | 64 MiB           |
| GeForce 3        | 200 MHz           | 230 MHz               | 7,4 GB/s    | 4               | DDR      | 128 Bit     | 64 MiB           |
| GeForce 3 Ti 500 | 240 MHz           | 250 MHz               | 8,0 GB/s    | 4               | DDR      | 128 Bit     | 64 MiB           |